# Мосолов, Михаил Герасимович
Михаил Герасимович Мосолов (16 ноября 1918 года — 6 ноября 2010 года) — железнодорожник, Герой Социалистического Труда.

## Биография
Родился в 1918 году в селе Глазок ныне Мичуринского района Тамбовской области. Член ВКП(б)/КПСС с 1944 г.
Окончил семилетнюю школу и Мичуринское железнодорожное училище.
В 1936—1972 гг. — помощник машиниста, с 1940 г. машинист депо Лихоборы, с 1945 г. машинист-инструктор участка депо Лихоборы локомотивного хозяйства Московско-Окружной железной дороги города Москвы.
Во время войны водил составы к линии фронта. Награждён орденом Ленина (29.07.1945).
В качестве машиниста-инструктора подготовил более 500 машинистов локомотивных бригад.
Указом Президиума Верховного Совета СССР от 1 августа 1959 года присвоено звание Героя Социалистического Труда с вручением ордена Ленина и золотой медали «Серп и Молот».
Избирался депутатом Моссовета (1947—1957) и Верховного Совета СССР 8-го созыва.
С 1972 г. на пенсии по инвалидности.
Почётный житель района Коптево.
Умер в 2010 году в Москве. Похоронен на Перепечинском кладбище.